# Caroline Girard
Pour les articles homonymes, voir Girard.
Caroline Girard, née le 7 avril 1830 dans l'ancien 4e arrondissement de Paris et morte le 4 janvier 1925 dans le 9e arrondissement de la même ville, est une mezzo-soprano française. Elle est la mère de Juliette Simon-Girard.

## Carrière

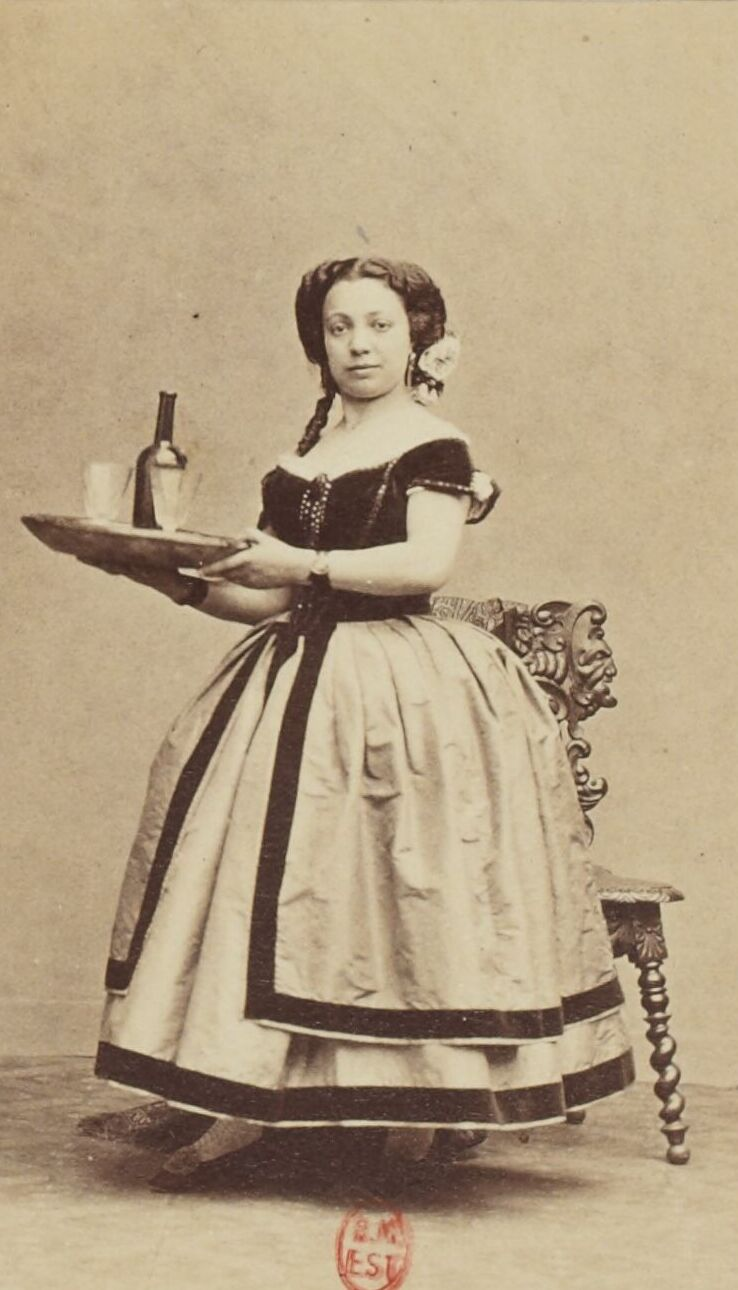
Caroline Girard

Caroline Girard est née à dans l'ancien 4e arrondissement de Paris. Elle est la fille de Pierre Girard, tailleur, et de Joséphine Fanny Clerc. Elle est l'élève de Louis Benoît Alphonse Révial au conservatoire de Paris. Bien qu'ayant obtenu le premier prix d'opéra-comique en 1853, elle préfère entrer au Théâtre-Lyrique,, où elle fait ses débuts le 15 octobre 1853 dans le rôle de Margot dans Le Diable à quatre de Jean-Pierre Solié.
Surnommée, la perle des dugazon, elle y crée de nombreux rôles dont , Columbine dans Le Tableau parlant d'André Grétry en 1854, Nancy dans Robin des Bois de Weber en 1855, Pétronille dans Le Sourd ou l'auberge pleine d'Adolphe Adam en 1856, Antonio (rôle travesti) dans Richard Cœur de Lion de Grétry en 1856,, Fatime dans Oberon de Weber en 1857, Barbarina dans Les Noces de Figaro en 1858, Florette dans Les Rosières d'Hérold en 1860 et Despina dans Peines d'Amour de Mozart en 1863.
En 1859, elle donne naissance à sa fille Juliette Simon-Girard.
Elle est engagée en 1863 à l'Opéra-Comique, où elle est qualifiée de dugazon. Elle y fait ses débuts dans le rôle de Lucette dans La Fausse magie de Gréty le 16 juillet 1863. Le 24 août 1863, elle chante dans la cantate Après la victoire de Lefébure-Wély à l'Opéra-Comique. Elle participe aux créations des Bourguignonnes de Louis Deffès en 1863, Sylvie d'Ernest Guiraud dans le rôle-titre (1864), Les Absents de Ferdinand Poise (1864), Le Fils du brigadier dans le rôle de Catellina (1867), La Grand'Tante  de Jules Massenet dans le rôle de La Chevrette (1867), Robinson Crusoé dans le rôle de Suzanne (1867), Vert-Vert (1869),.
En 1875, elle joue dans l'opérette Le Chevalier Bijou, paroles d'Henri Mille et de René d'Herville, musique d'Adolphe Deslandres à Alcazar d'hiver.
Aux Bouffes-Parisiens, elle crée le rôle de Léona dans Maître Péronilla en 1878.
Elle crée le rôle de la duchesse della Volta dans La Fille du tambour-major, où elle apparait avec sa fille et son gendre Simon-Max aux Folies-Dramatiques  (1879),,.
Ses autres rôles à la Salle Favart sont Nicette dans Le Pré aux clercs, Suzette dans Marie, Mazet dans La Colombe, Babel dans Le Nouveau Seigneur du village, Madeleine dans Le Postillon de Lonjumeau, et en 1868 elle recrée le rôle de Georgette dans Les Dragons de Villars.
Elle meurt le 4 janvier 1925 dans le 9e arrondissement de Paris.

## Rôles créés au Théâtre Lyrique
- Georgette dans Georgette ou le moulin de Fontenoy de Gevaert, 28 novembre 1953[16],[17]
- Lisbeth dans La Fille invisible de Boieldieu, 24 février 1854[17]
- Simonette dans La Promise de Clapisson, 16 mars 1854[17]
- Olivette dans Schahabaham II de Gautier, 31 octobre 1854[17]
- Christine dans Le Roman de la rose de Pascal en 1854
- Nancy dans Robin des Bois de Weber, 24 janvier 1855[4]
- Marceline dans Les compagnons de la Marjolaine de Jean Louis Aristide Mignard, le 6 juin 1855[4],[17]
- Inès dans Une Nuit à Séville de Barbier, 14 septembre 1855[18],[17].
- Don Luiz dans Les Lavandières de Santarem de Gevaert, 25 octobre 1855[17]
- Georgette dans Les Dragons de Villars de Maillart, 19 septembre 1856[19],[20].
- Fatime dans Oberon de Weber, 27 février 1957[4]
- Inésille dans Les Nuits d'Espagne de Semet en 1857[21]
- Nanette dans Margot de Clapisson, 5 novembre 1857[17]
- Jacqueline dans Le Médecin malgré lui de Gounod, 15 janvier 1858[4],[17],[22],
- Myrtille dans L'Agneau de Chloé de Montaubry en 1858
- Michaëla dans Broskovano, de Louis Deffès, 29 septembre 1958[17],[23],
- Lulli en marmiton dans Les petits violons du roi de Louis Deffès, 30 septembre 1859[4],[17]
- Laure dans Gil Blas de Semet en 1860
- Le Baron de Gonesse/Louis XV dans Le Café du roi de Deffès, 10 novembre 1861[4]
- Zemphira dans La Fille d'Egypte de Jules Beer, 23 avril 1962[4],[17]
- Rôle-titre dans L'Ondine de Semet en 1863[24]
- Le Page dans Peines d'Amour par Michel Carré et Jules Barbier, musique de Mozart, 31 mars 1963[4]

## Références

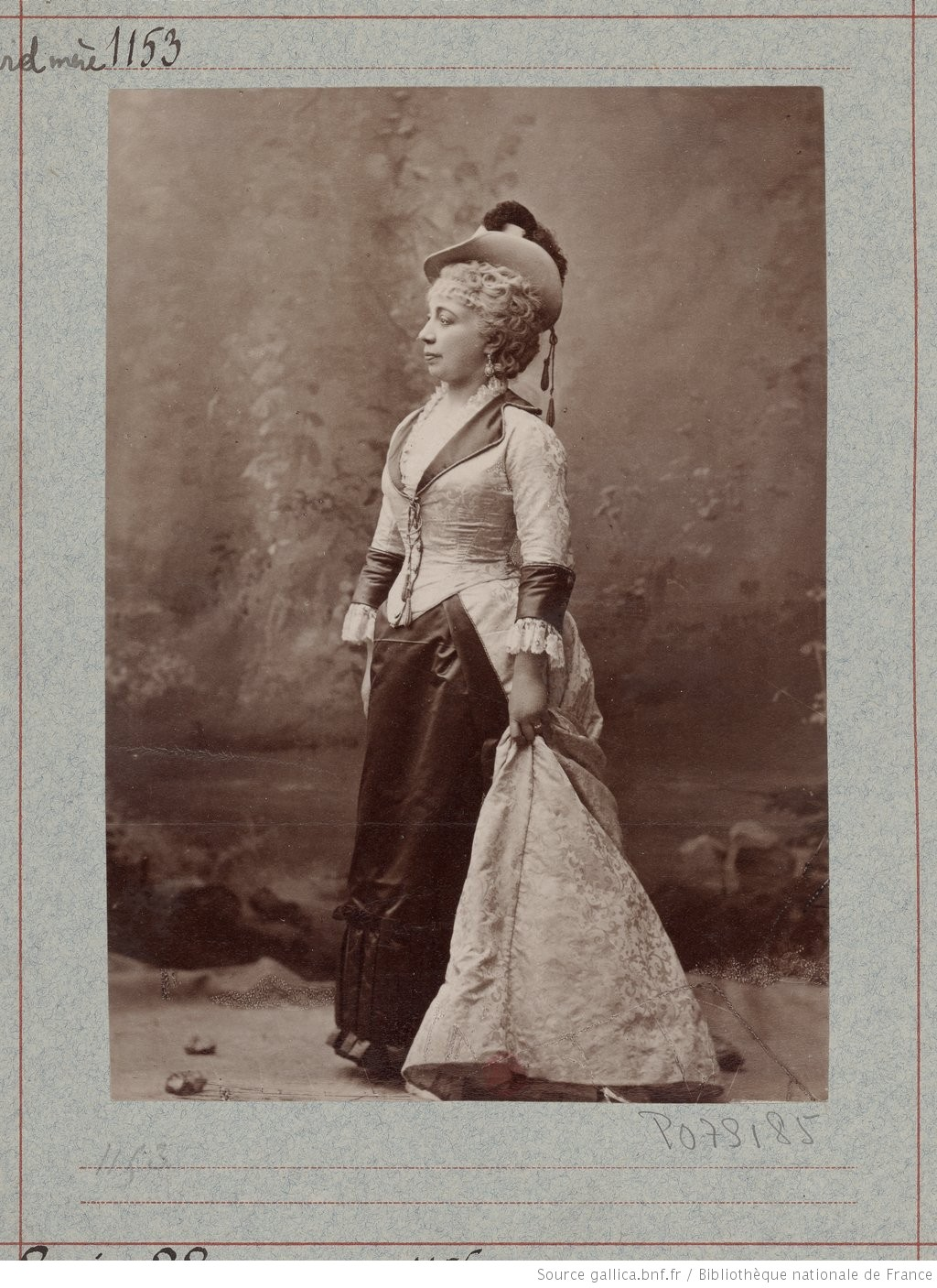
Caroline Girard photographiée par Nadar entre 1870 et 1890 en tenue de ville.